# Masahiko Imagawa
Pour les articles homonymes, voir Imagawa.
Masahiko Imagawa (今川 正彦, Imagawa Masahiko), né le 4 janvier 1911 à Hōfu, dans la préfecture de Yamaguchi et mort le 7 décembre 1996 à Hirakata, dans la préfecture d'Osaka, est un fonctionnaire et homme politique japonais, maire de Kyoto de 1981 à 1989.

## Biographie
Masahiko Imagawa naît le 4 janvier de la 44e année de l'ère Meiji (1911) dans le bourg de Hōfu, dans le district de Saba (ja) de la préfecture de Yamaguchi. Il effectue ses études secondaires au Deuxième collège préfectoral d'Okayama (岡山県第二岡山中学校), puis au Lycée de Yamaguchi (ja), avant de s'inscrire à la faculté d'agriculture de l'université impériale de Tokyo, d'où il sort diplômé en 1935. Il a notamment étudié sous Yoshinobu Orishimo (ja). Après avoir complété ses études, il est embauché par le ministère de l'Intérieur, qui l'affecte à la commission de Planification urbaine régionale de Chiba. Il est ensuite envoyé en Chine et en 1939, il est affecté au ministère de la Construction de la commission des Affaires politiques du Nord de la Chine (ja) à Pékin, où il travaille jusqu'à la fin de la Seconde Guerre mondiale en 1945. Il reste brièvement à Pékin en tant qu'urbaniste, mais finit par retourner au pays durant l'été de 1946.
En janvier 1947, il est nommé directeur des infrastructures du centre de Reconstruction d'Après-guerre (ja). À la fin de l'année, il est finalement transféré à l'Administration de la stabilisation économique (ja), puis à l'Agence de planification économique (ja), où il est chargé du plan de développement du territoire national. En 1955, il retourne au ministère de la Construction (ja), et devient chef de la division d'urbanisme du département du génie civil de la préfecture de Gifu. En 1958, il continue dans le même poste, mais dans la préfecture de Shizuoka. Il est le premier à réaliser un plan d'urbanisme à grande échelle au Japon, le plan d'urbanisme à grande échelle de Shizuoka-Shimizu (ja). Il travaille aussi sur le projet d'aqueduc de la ville spéciale de Gakunan, pour traiter les eaux usées provenant des usines à papier de la région.
En 1961, il devient directeur du bureau d'urbanisme de la ville de Kyoto. Il sert également en tant que directeur du bureau de la construction, directeur du bureau d'aménagement et directeur du développement urbain, ainsi qu'ingénieur en chef. Le 8 mars 1971, il est élu adjoint au maire de Kyoto, à l'époque Motoki Funahashi,. Il est réélu à deux reprises. Il démissionne de son poste le 10 août 1981 pour concourir à la mairie des les élections municipales de 1981, après l'échéance du mandat de Funahashi, qui a décidé de ne pas se représenter pour causes de maladie. Il fait campagne pour poursuivre les projets lancés par l'administration Funahashi et reçoit le soutien de la majorité des partis actifs au niveau national, à l'exception du Nouveau club libéral, qui soutient son adversaire l'ancien membre de la Chambre des représentants Yamato Kaji, lequel fait campagne pour critiquer Imagawa et le soutien que lui ont accordé six partis. Il est élu avec une avance de 12 000 voix,. À sa réélection en août 1985, il est de nouveau soutenu par plusieurs partis nationaux, mais le Parti communiste accorde son soutien à Akira Yuasa, vice-président de l'union des professeurs de Kyoto, et la Fédération sociale-démocrate rejoint le Nouveau club libéral en apportant son soutien à Kaji, qui se représente. Imagawa remporte les élections avec une large majorité sur Kaji et Yuasa. Il annonce sa retraite à l'échéance de son second mandat en août 1989,.
Durant ses mandats, il est connu pour avoir supervisé l'ouverture du Rakusai New Town (ja), une ville nouvelle située dans l'arrondissement de Nishikyō, dans l'ouest de Kyoto, l'ouverture de la ligne Karasuma du métro de Kyoto, ainsi que la conversion de la ligne principale Keihan en ligne souterraine. Il rédige aussi le plan de développement de base de la ville de Kyoto. À son initiative, la première conférence de la ligue des Villes historiques (en) a lieu à Kyoto en 1987. Il est aussi connu pour la décision controversée d'adopter la taxe de l'Ancienne capitale (ja), s'ajoutant au prix des billets d'entrée aux temples bouddhistes et sanctuaires shinto de la ville. L'Association bouddhiste de Kyoto réplique à la taxe en fermant l'accès à ses temples à trois reprises, et des manifestations ont lieu. Trois ans après son introduction en juillet 1985, la taxe est abolie en mars 1988.
Il meurt d'une hémorragie digestive haute le 7 décembre 1996 dans un hôpital de Hirakata à l'âge de 85 ans.

## Résultats électoraux
| Inscrits                 | Inscrits                 | Inscrits                 | 1 033 987 |             |  |  |
| Abstentions              | Abstentions              | Abstentions              | 753 624   | 72,89 %     |  |  |
| Votants                  | Votants                  | Votants                  | 280 363   | 27,11 %     |  |  |
|                          |                          |                          |           |             |  |  |
| Bulletins enregistrés    | Bulletins enregistrés    | Bulletins enregistrés    | 280 363   |             |  |  |
| Bulletins blancs ou nuls | Bulletins blancs ou nuls | Bulletins blancs ou nuls | 4 756     | 1,7 %       |  |  |
| Suffrages exprimés       | Suffrages exprimés       | Suffrages exprimés       | 275 607   | 98,3 %      |  |  |
|                          |                          |                          |           |             |  |  |
|                          | Candidat                 | Parti                    | Suffrages | Pourcentage |  |  |
|                          | Masahiko Imagawa (élu)   | Indépendant              | 143 757   | 52,16 %     |  |  |
|                          | Yamato Kaji (ja)         | Indépendant              | 131 850   | 47,84 %     |  |  |

| Inscrits                 | Inscrits                           | Inscrits                 | 1 053 739 |             |  |  |
| Abstentions              | Abstentions                        | Abstentions              | 605 944   | 57,5 %      |  |  |
| Votants                  | Votants                            | Votants                  | 447 795   | 42,5 %      |  |  |
|                          |                                    |                          |           |             |  |  |
| Bulletins enregistrés    | Bulletins enregistrés              | Bulletins enregistrés    | 447 795   |             |  |  |
| Bulletins blancs ou nuls | Bulletins blancs ou nuls           | Bulletins blancs ou nuls | 4 120     | 0,92 %      |  |  |
| Suffrages exprimés       | Suffrages exprimés                 | Suffrages exprimés       | 443 675   | 99,08 %     |  |  |
|                          |                                    |                          |           |             |  |  |
|                          | Candidat                           | Parti                    | Suffrages | Pourcentage |  |  |
|                          | Masahiko Imagawa (sortant) (réélu) | Indépendant              | 199 043   | 44,86 %     |  |  |
|                          | Akira Yuasa                        | Indépendant              | 139 588   | 31,46 %     |  |  |
|                          | Yamato Kaji                        | Indépendant              | 105 044   | 23,68 %     |  |  |

## Distinctions
- Prix Kitamura de l'Association japonaise des parcs et espaces verts (ja) le 29 mai 1978[8]
- Prix Keiji Uehara (ja) de l'Institut japonais d'architecture du paysage (ja) en 1990[9]
- Ordre du Soleil levant, 3e classe en 1995[2]

## Publications
- (ja) Masahiko Imagawa, « 大都市と農業地 », 造園雑誌, vol. 2, no 2,‎ juillet 1935, pp. 91-100.
- (ja) Masahiko Imagawa, « 現下の失業問題と公共事業 », 新都市, vol. 10, no 3,‎ octobre 1949, pp. 2-4.
- (ja) Masahiko Imagawa, « 公共事業監査結果に現れた諸問題 », 経済安定資料, vol. 17,‎ mars 1950, pp. 34-36.
- (ja) Masahiko Imagawa, « 失業対策と公共事業 », 経済安定資料, vol. 17,‎ mars 1950, pp. 37-38.
- (ja) Masahiko Imagawa, « 北九州特定地域総合開発計画について », 国土, vol. 10, no 4,‎ octobre 1954, pp. 6-13.
- (ja) Masahiko Imagawa, « 北九州地域開発計画について », 都市計画, vol. 3, no 4,‎ octobre 1955.
- (ja) Masahiko Imagawa, « 富士箱根伊豆国立公園地域の道路整備の構想 », 道路, vol. 234,‎ août 1960, pp. 593-599.
- (ja) Masahiko Imagawa, « 京の町づくりと都市高速道路網 », 建設月報, vol. 9, no 40,‎ septembre 1987, pp. 103-105.